# Hade-jag-bara-vetat
Hade-jag-bara-vetat (engelska: Had-I-but-known) är en subgenre till deckaren. 
Den här typen är mer karaktärsbaserad än pusseldeckaren. Huvudpersonen, nästan alltid en kvinna, dyker huvudstupa in i äventyr, och möter dessutom en man att bli kär i. Handlingen utspelas ofta i en herrgård med knarrande dörrar, hasande fotsteg och mystiska ljussken under natten. Företrädare är bl.a. Mary Roberts Rinehart, Mignon G. Eberhart, Dorothy Cameron Disney, Leslie Ford, Phyllis Whitney och Dorothy Eden. Mysrysaren är en besläktad genre.